# 三宅健のラヂオ
『三宅健のラヂオ』（みやけけんのラヂオ）は、2005年4月から2023年3月25日までbayfmで放送された、三宅健がパーソナリティを務めるラジオ番組。

## 概要
三宅健がパーソナリティを務める。1人でしゃべることもあれば彼のマネージャーが聞き役になることもある。なおマネージャーは本名を元にしたニックネームで呼ばれる。
当初の放送時間は毎週月曜日深夜24:00 - 24:30（火曜日0:00 - 0:30）であり、開始時には鳩時計の音が鳴り「〇年〇月〇日月曜、24時を回りました」と三宅が挨拶をしていた。過去にはコーナーが存在したが、現在はフリートークを展開するか、あるいはリスナーからのお便り（ハガキ・メール）に応える形で番組は進行する。ただし現在でもこういうテーマで送ってほしいと募集されることはある。なおお便りが採用されたリスナーには番組特製の放送証明書が届けられる。番組の最後には「おやす、み○○」といった、"み"から始まるひとことを言うのがお決まりである。
放送終了から約30分後、公式サイトに文字起こしが掲載される（全文ではなく一部省略されたもの）。
番組公式ハッシュタグは、「#健ラヂ」。
三宅健がタイトルコールを言うと、V6の、「Darling」が、冒頭で流れる。
三宅がジャニーズ事務所の退社を発表したことにより、2023年3月25日の放送をもって番組が終了。18年の放送に幕を閉じる。

## 歴史
- 2009年9月15日 - bayfm 20周年を記念して公開録音が行われた。[3]
- 2014年12月8日 - 放送500回をむかえた。[4]
- 2015年4月6日 - 10周年をむかえた。[5]
- 2021年11月1日 - 初の生放送。この日で三宅の所属するV6が解散。長野博と井ノ原快彦がサプライズで出演した[1]。
- 2022年4月 - 放送が毎週土曜日22：30からに変更[6]。
- 2023年3月25日 - 最終回、18年の歴史に幕を閉じる[7][8]。